# Foley Island
Foley Island är en ö i Kanada.   Den ligger i territoriet Nunavut, i den nordöstra delen av landet, 2 600 km norr om huvudstaden Ottawa. Arean är 637 kvadratkilometer.
Terrängen på Foley Island är platt. Öns högsta punkt är 91 meter över havet. Den sträcker sig 44,4 kilometer i nord-sydlig riktning, och 28,1 kilometer i öst-västlig riktning.
Trakten runt Foley Island består i huvudsak av gräsmarker. Trakten runt Foley Island är nära nog obefolkad, med mindre än två invånare per kvadratkilometer.